# Calendário bahá'í

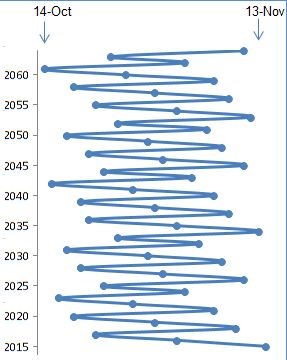
Imagem que representa o calendário bahá'í

O calendário bahá´í, utilizado na Fé Bahá´í, é um calendário solar com 365 dias. Os anos são compostos por 19 meses de 19 dias cada, adicionado a um período chamado "Dias Intercalares"(são 4 dias, e 5 quando é ano bissexto), entre o 18° e o 19° mês (26 de fevereiro a 1 de março). O ano, no calendário bahá´í começa no equinócio de outono no hemisfério sul no dia 21 de Março do calendário gregoriano. O dia começa e termina no pôr-do-sol.
O calendário bahá´í foi instituído pelo Báb e, posteriormente, confirmado por Bahá'u'lláh.
Cada mês possui um nome específico ressaltando algum atributo de Deus.

## Meses Bahá´ís
| Mês | Data pelo calendário gregoriano (quando Naw-Rúz ocorre em 21 de março) | Árabe transliterado | Árabe      | Português         |
| --- | ---------------------------------------------------------------------- | ------------------- | ---------- | ----------------- |
| 1   | 21 de março – 8 de abril                                               | Bahá                | بهاء       | Esplendor         |
| 2   | 9 de abril – 27 de abril                                               | Jalál               | جلال       | Glória            |
| 3   | 28 de abril – 16 de maio                                               | Jamál               | جمال       | Beleza            |
| 4   | 17 de maio – 4 de junho                                                | ‘Aẓamat             | عظمة       | Grandeza          |
| 5   | 5 de junho – 23 junho                                                  | Núr                 | نور        | Luz               |
| 6   | 24 de junho – 12 de julho                                              | Raḥmat              | رحمة       | Misericórdia      |
| 7   | 13 de julho – 31 de julho                                              | Kalimát             | كلمات      | Palavras          |
| 8   | 1 de agosto – 19 de agosto                                             | Kamál               | كمال       | Perfeição         |
| 9   | 20 de agosto – 7 de setembro                                           | Asmá’               | اسماء      | Nomes             |
| 10  | 8 de setembro – 26 de setembro                                         | ‘Izzat              | عزة        | Potência          |
| 11  | 27 de setembro – 15 de outubro                                         | Mashíyyat           | مشية       | Vontade           |
| 12  | 16 de outubro – 3 de novembro                                          | ‘Ilm                | علم        | Conhecimento      |
| 13  | 4 de novembro – 22 de novembro                                         | Qudrat              | قدرة       | Poder             |
| 14  | 23 de novembro – 11 de dezembro                                        | Qawl                | قول        | Discurso          |
| 15  | 12 de dezembro – 30 de dezembro                                        | Masá’il             | مسائل      | Perguntas         |
| 16  | 31 de dezembro – 18 de janeiro                                         | Sharaf              | شرف        | Honra             |
| 17  | 19 de janeiro – 6 de fevereiro                                         | Sulṭán              | سلطان      | Soberania         |
| 18  | 7 de fevereiro – 25 de fevereiro                                       | Mulk                | ملك        | Domínio           |
|     | 26 de fevereiro – 1 de março                                           | Ayyám-i-Há          | ايام الهاء | Dias intercalares |
| 19  | 2 de março – 20 de março                                               | ‘Alá’               | علاء       | Sublimidade       |

## Dias Sagrados Bahá´í
| Nome                       | Data pelo calendário gregoriano | Trabalho suspenso | Observação                                                     |
| -------------------------- | ------------------------------- | ----------------- | -------------------------------------------------------------- |
| Naw-Rúz (Ano Novo Bahá´í)  | 20 de março de 2017             | sim               |                                                                |
| 1º dia do Riḍván           | 20 de abril de 2017             | sim               |                                                                |
| 9º dia do Riḍván           | 28 de abril de 2017             | sim               |                                                                |
| 12º dia do Riḍván          | 1 de maio de 2017               | sim               |                                                                |
| Declaração do Báb          | 23 de maio de 2017              | sim               |                                                                |
| Ascensão de Bahá'u'lláh    | 29 de maio de 2017              | sim               |                                                                |
| Martírio do Báb            | 9 de julho de 2017              | sim               |                                                                |
| Aniversário do Báb         | 21 de outubro de 2017           | sim               | Celebrado no 1º dia seguinte à oitava lua nova após o Naw-Rúz. |
| Aniversário de Bahá´u´lláh | 22 de outubro de 2017           | sim               | Celebrado no 2º dia seguinte à oitava lua nova após o Naw-Rúz. |
| Dia do Convênio            | 25 de novembro de 2017          | não               |                                                                |
| Ascensão de `Abdu'l-Bahá   | 27 de novembro de 2017          | não               |                                                                |

## Dias da semana
A semana Bahá'í começa no sábado e termina na sexta-feira. Os escritos bahá'ís afirmam que a sexta-feira deve ser mantida como um dia de descanso. Porém, a prática de manter a sexta-feira como um dia de descanso não é observada em todos os países, no Reino Unido, por exemplo, a Assembléia Nacional Espiritual dos Bahá'ís confirmou que atualmente não mantém essa prática.
| Árabe transliterado | Árabe   | Português     | Dia da semana |
| ------------------- | ------- | ------------- | ------------- |
| Jalál               | جلال    | Glória        | sábado        |
| Jamál               | جمال    | Beleza        | domingo       |
| Kamál               | كمال    | Perfeição     | segunda-feira |
| Fiḍál               | فضال    | Graça         | terça-feira   |
| ‘Idál               | عدال    | Justiça       | quarta-feira  |
| Istijlál            | استجلال | Majestade     | quinta-feira  |
| Istiqlál            | استقلال | Independência | sexta-feira   |